# گروژا (کنیچ)
گروژا (به صربی: Gruža) یک منطقهٔ مسکونی در صربستان است که در کنیچ واقع شده‌است. گروژا ۰٫۱۹ کیلومتر مربع مساحت و ۱۵۳ نفر جمعیت دارد و ۲۴۰ متر بالاتر از سطح دریا واقع شده‌است.